# بكالوريوس العلوم في الصحة العامة
بكالوريوس العلوم في الصحة العامة أو بكالوريوس الصحة العامة هو درجة جامعية تخصص الطالب ليلتحق بمهن في قطاع عام، خاص أو غير ربحي في مجالات كالصحة العامة، والصحة البيئية، والإدارة الصحية، وعلم الأوبئة، والتغذية، والإحصاء الحيوي، أو السياسات الصحية والتخطيط.
تدريب ما بعد البكالريوس متاح في الصحة العامة، الإدارة الصحية، والشئون العامة والمجالات المتعلقة بهم.
يمتلك برنامج الصحة العامة، قسم صحة السكان والوقاية من الأمراض بجامعة جامعة كاليفورنيا في ارفين على أكبر تسجيل في التخصصات الجامعية المتعلقة بالصحة العامة، حيث تتضمن 1500 طالب – 1000 لدرجة البكالريوس في العلوم لعلوم الصحة العامة، والـ500 طالب الاخرين لدرجة البكالريوس في الأداب لسياسات الصحة العامة (2014).
تعرض أيضًا جامعة كاليفورنيا بارفين محتوى ثانوي خاص بالصحة العامة لطلاب التخصصات الأخرى.
يتضمن مجلس التعليم للصحة العامة درجات جامعية معتمدة في برامج الصحة العامة والمدارس.

## امتياز الجسد
امتياز الجسد هو مفهوم يستخدم لشرح المزايا أو المنافع الاقتصادية والاجتماعية والسياسية المخصصة للنساء والرجال فقط حسب مظهرهم الجسدى، كمثال شائع لشكل الجسم «المثالي» حسب المعايير الغربية هو انه الجسم الرفيع والطويل ونامي العضلات.
يمكن أن تُستخدم الأفكار الأكاديمية مثل تأثير الهالة لشرح امتياز الجسد، شارحةً لظاهرة اعتبار الأشخاص الجذابين أنهم أشخاص صالحون اعتمادًا على مظهرهم.

### نظرة عامة
امتياز الجسد هو مفهوم منسوب حديثًا. تم استعارة المفهوم من فكرة بيجي ماكنتوش عن الامتياز الأبيض والذي تطور إلى فكرة أن الامتياز يمكن أن يعتمد على حجم جسم الشخص.
صاغت سمانثا كوان تعريف «امتياز الجسد» وشرحت كيف يؤثرعلى الحياة اليومية لبعض الأشخاص.